# Dobra praktyka laboratoryjna
Dobra praktyka laboratoryjna, DPL, GLP (od ang. good laboratory practice) – system zapewnienia jakości badań, określający zasady organizacji jednostek badawczych wykonujących niekliniczne badania z zakresu bezpieczeństwa i zdrowia człowieka i środowiska, w szczególności badania substancji i preparatów chemicznych wymagane ustawą, i warunki, w jakich te badania są planowane, przeprowadzane i monitorowane, a ich wyniki są zapisywane, przechowywane i podawane w sprawozdaniu (definicja według rozporządzenia Ministra Zdrowia z dnia 4 czerwca 2003 roku w sprawie kryteriów, które powinny spełniać jednostki organizacyjne wykonujące badania substancji i preparatów chemicznych, oraz kontroli spełnienia tych kryteriów).
Celem zasad dobrej praktyki laboratoryjnej jest promowanie jakości i wiarygodności uzyskiwanych wyników badań, od momentu ich planowania aż po właściwe przechowywanie danych źródłowych i sprawozdań, tak by możliwe było prześledzenie toku badania lub jego całkowite odtworzenie.